# Гаврилов, Всеволод Сергеевич (футболист)
Всеволод Сергеевич Гаврилов (род. 28 августа 1990) — казахстанский футболист, вратарь.

## Карьера

### В сборной
В 2017 году впервые был вызван в национальную команду Казахстана по пляжному футболу, спустя год дебютировал в сборной во встрече против Литвы.

## Достижения
- Чемпион Казахстана по пляжному футболу: 2014, 2015, 2016, 2017, 2018
- Обладатель Кубка Казахстана по пляжному футболу: 2014, 2016, 2017, 2018